# Tarif local
 (février 2011).
Le tarif local en France est le montant du tarif local pratiqué par l'opérateur historique France Télécom. Il est de 1,4 ct/min pendant les heures creuses (samedi, dimanche et jours fériés et de 19 h 0 à 8 h 0 du lundi au vendredi) et 2,8 cts/min pendant les heures pleines (de 8 h 0 à 19 h 0, du lundi au vendredi). Quel que soit l'opérateur de téléphonie fixe, France Télécom facture un coût de connexion de 7,8 centimes par appel.
Avant le premier janvier 2015 les numéros préfixés par 081, dits « numéros Azur » et malgré la mention de « prix d'un appel local » étaient surtaxés. L'ARCEP s'est saisi de ce dossier dès 2009 et a abouti à une réglementation simplificatrice : la décision no 2012-0856, stipule que la mention « prix d'un appel local » doit être proscrite.
Ce type de numéro est souvent utilisé par les centres d'appels de nombreuses entreprises et administrations publiques. Ils sont également utilisés par des opérateurs téléphoniques comme passerelle pour proposer des appels téléphoniques discount vers l'étranger.